# Zofia Dunin-Borkowska
Zofia Dunin–Borkowska ps. „Marta”, „Marychna”, „Renata” (ur. 10 października 1904 w Druskiennikach, zm. 3 maja 1943 w Wilnie) – porucznik, magister filozofii, członkini ZWZ.

## Życiorys
Urodziła się 10 października 1904 w rodzinie Władysława (urzędnik) oraz Zofii z domu Kalenkiewicz. Harcerka Chorągwi Wileńskiej Organizacji Harcerek. Na Uniwersytecie Stefana Batorego ukończyła polonistykę i otrzymała tytuł zawodowy mgr filozofii. Była nauczycielką szkół średnich, m.in. Gimnazjum ss. Nazaretanek w Wilnie i Miejskiej Zawodowej Szkoły Dokształcającej. Wykładowca na Miejskim Uniwersytecie Powszechnym w Białymstoku i Uniwersytecie Robotniczym w Łapach. Od października 1939 w konspiracji organizowała opiekę nad rannymi żołnierzami i po wsiach i leśniczówkach ukrywała oficerów Wojska Polskiego. Mianowana została w 1940 szefem Wydziału Łączności Konspiracyjnej w Komendzie Okręgu Związku Walki Zbrojnej Białystok. Została aresztowana w Grodnie, a więziona w Białymstoku i Mińsku. Następnie zbiegła do Wilna, gdzie nadal działała w konspiracji w Komendzie Okręgu Wilno w zespole redakcyjnym pisma „Niepodległość”, a w sprawach którego kontaktowała się z płk. Aleksandrem Krzyżanowskim ps. „Wilk”. 3 maja 1943 aresztowana i tego samego dnia wraz z matką zginęła w więzieniu.
Zofia Dunin-Borkowska została pośmiertnie odznaczona Krzyżem Srebrnym Orderu Virtuti Militari i Krzyżem Walecznych.